# Lijst van gemeentelijke monumenten in Den Haag/Laak
Het stadsdeel Laak in Den Haag kent 8 gemeentelijke monumenten; hieronder een overzicht.

## Binckhorst
De Binckhorst kent 4 gemeentelijke monumenten:
| Object                                                      | Bouwjaar   | Architect                                                                                | Locatie                                  | Coördinaten                  | Nr.        | Afbeelding                                                  |
| ----------------------------------------------------------- | ---------- | ---------------------------------------------------------------------------------------- | ---------------------------------------- | ---------------------------- | ---------- | ----------------------------------------------------------- |
| Voormalige Anthony Fokkerschool in wederopbouw-stijl        | 1959-1963  | Weger, F.C. de, Zonneveld, W.                                                            | Binckhorstlaan 249                       | 52° 3' 58" NB, 4° 20' 24" OL | 0518/WN879 | Voormalige Anthony Fokkerschool in wederopbouw-stijl        |
| Voetgangersbrug                                             | 1935       |                                                                                          | Bontekoekade                             | 52° 4' 16" NB, 4° 19' 38" OL | 0518/WN206 | Voetgangersbrug                                             |
| Industriegebouwen in wederopbouw-stijl                      | 1949; 1950 | Gemeentelijke Woningdienst ‘s-Gravenhage in samenwerking met N.V. Schokbeton Zwijndrecht | Komeetweg 1 t/m 11 Orionstraat 2 t/m 12  | 52° 4' 12" NB, 4° 20' 24" OL | 0518/WN880 | Industriegebouwen in wederopbouw-stijl                      |
| Voormalige sigarettenfabriek Caballero in wederopbouw-stijl | 1951/1953  | Huijdts, L., Togt, F. van de                                                             | Saturnusstraat 50-60-70 t/m 80-84-86-100 | 52° 3' 58" NB, 4° 20' 44" OL | 0518/WN878 | Voormalige sigarettenfabriek Caballero in wederopbouw-stijl |

## Laakhaven
De Laakhaven kent 4 gemeentelijke monumenten:
| Object                                | Bouwjaar | Architect          | Locatie                | Coördinaten                  | Nr.        | Afbeelding                            |
| ------------------------------------- | -------- | ------------------ | ---------------------- | ---------------------------- | ---------- | ------------------------------------- |
| Villa Steenoord, in eclectische stijl | 1887     | Liefland, W.B. van | Bontekoekade 13 t/m 20 | 52° 4' 14" NB, 4° 19' 39" OL | 0518/WN600 | Villa Steenoord, in eclectische stijl |
| Portaalkraan                          | 1968     |                    | Calandkade             | 52° 3' 36" NB, 4° 18' 45" OL | 0518/WN896 | Portaalkraan                          |
| Portaalkraan                          | 1968     |                    | Neherkade ongenummerd  | 52° 3' 31" NB, 4° 18' 45" OL | 0518/WN894 | Portaalkraan                          |

En het voormalig havenkantoor, Goudriaankade 90. Monument nr. 459726. Bouwjaar 1900.

## Laakkwartier
Het Laakkwartier kent 1 gemeentelijk monument:
| Object                        | Bouwjaar  | Architect        | Locatie                                      | Coördinaten                  | Nr.        | Afbeelding        |
| ----------------------------- | --------- | ---------------- | -------------------------------------------- | ---------------------------- | ---------- | ----------------- |
| Laakkerk in wederopbouw stijl | 1965-1967 | Hoeken, F.G. van | Isingstraat 165 - 165a Allard Piersonlaan 44 | 52° 3' 41" NB, 4° 19' 25" OL | 0518/WN900 | Meer afbeeldingen |